# Solenopsis spei
Solenopsis spei är en myrart som beskrevs av Auguste-Henri Forel 1912. Solenopsis spei ingår i släktet eldmyror, och familjen myror. Inga underarter finns listade i Catalogue of Life.